# Колібрі-вусань білочубий
Колі́брі-вусань білочубий (Lophornis adorabilis) — вид серпокрильцеподібних птахів родини колібрієвих (Trochilidae). Мешкає в Коста-Риці і Панамі.

## Опис
Довжина птаха становить 7-7,8 см. У самців передня частина голови мідно-бронзова, на тімені помітний білий чуб. Потилиця і спина бронзово-зелені, надхвістя пурпурово-бронзове, відділене від спини білою смугою. Хвіст каштаново-рудий, стернові пера мають бронзові краї. Горло і щоки зелені, блискучі, на щоках є пучки довгого білого пір'я. Біла смуга відділяє горло від рудувато-коричневих грудей, живота і гузки. Дзьоб червоний з чорним кінчиком.
Самці мають більш тьмяне забарвлення, чуб і пучки пір'я на щоках у них відсутні. Передня частина темно-бронзова, горло і груди білі, поцятковані бронзово-зеленими плямками. Хвіст каштаново-рудий з чорною смугою на кінці. Дзьоб зверху чорний, знизу червоний з темним кінчиком. Забарвлення молодих птахів є подібне до забарвлення самиць, однак у молодих самців горло помітно зеленувате, а у молодих самиць смуга на хвості менш виражена.

## Поширення і екологія
Білочубі колібрі-вусані мешкають на тихоокеанських схилах південної Коста-Рики, у внутрішніх районах країни, зокрема в горах Центрального хребта, а також на тихоокеанських схилах західної Панами. Вони живуть у вологих гірських тропічних лісах, на узліссях, в гірських вторинних лісах і на тінистих плантаціях. Зустрічаються на висоті від 300 до 1200 м над рівнем моря. 
Білочубі колібрі-вусані живляться нектаром квітучих дерев з родів Inga, Lonchocarpus, Stachytarpheta і Vochysia, пересуваючись за певним маршрутом, а також комахами, яких збирають з рослинності. Гніздування припадає на початок сезону посухи, з грудня по лютий. Самиці приваблюють самиць, виконуючи демонстраційоний польот: вони зависають в повітрі перед самицею і рухаються зі сторони в сторону по дузі. Гніздо чашоподібне, робиться з рослинного пуху і павутиння, покривається лишайником і підвішується до кінця гілки, на висоті від 5 до 20 м над землею. В кладці 2 яйця. Пташенята покидають гніздо через 21-22 дні після вилуплення.

## Збереження
МСОП класифікує цей вид як такий, що не потребує особливих заходів зі збереження. За оцінками дослідників, популяція білочубих колібрі-вусанів становить від 20 до 50 тисяч дорослих птахів і дещо скорочується.